# PRhyme
Albums de PRhyme (DJ Premier & Royce da 5'9")
PRhyme 2
(2018)
Albums par DJ Premier
KoleXXXion
(2011) PRhyme 2
(2018)
Albums par Royce da 5'9"
Success Is Certain
(2011) Layers
(2016)
Singles
1. Courtesy
Sortie : 17 octobre 2014

PRhyme est un album de PRhyme (duo composé de DJ Premier et Royce da 5'9"), sorti le 14 décembre 2014.
L'opus est entièrement produit par DJ Premier qui a largement utilisé des samples du compositeur et producteur Adrian Younge.
L'album s'est classé 3e au Top Rap Albums, 6e au Top Independent Albums, 7e au Top R&B/Hip-Hop Albums, 18e au Top Digital Albums et 59e au Billboard 200, avec 13 547 copies vendues la première semaine aux États-Unis.
Il a été très bien accueilli par la critique, Metacritic lui octroyant la note de 84 sur 100.

## Liste des titres
| No | Titre                                                    | Contient un (des) sample(s) de | Durée |
| -- | -------------------------------------------------------- | --- | ----- |
| 1. | PRhyme                                                   | Midnight Blue d'Adrian Younge Release Yo' Delf de Method Man featuring Blue Raspberry | 3:54  |
| 2. | Dat Sound Good (featuring Ab-Soul et Mac Miller)         | Project Boy de Joell Ortiz | 3:31  |
| 3. | U Looz                                                   | Shot Me in the Heart d'Adrian Younge Sound of a Man d'Adrian Younge et Venice Dawn Hip Hop de Royce da 5'9 2 to the Stomach de Blaq Poet Hate It or Love It de The Game featuring 50 Cent First Nigga de Kool G Rap      | 1:34  |
| 4. | You Should Know (featuring Dwele)                        | True Love d'Adrian Younge and The Delfonics Rite Where U Stand de Gang Starr featuring Jadakiss Nas Is Like de Nas Put Your Hands Where My Eyes Could See de Busta Rhymes Dat Gangsta Shit de Fat Joe Come Get Me de Nas | 4:34  |
| 5. | Courtesy                                                 | Tears I Cry d'Adrian Younge We Major de Kanye West featuring Nas et Really Doe No Hook de Jay-Z | 3:30  |
| 6. | Wishin' (featuring Common)                               | Sound of a Man d'Adrian Younge et Venice Dawn Intro: A Million and One Questions / Rhyme No More de Jay-Z Kick in the Door de The Notorious B.I.G.                                                                       | 4:19  |
| 7. | To Me, To You (featuring Jay Electronica)                | It's Me d'Adrian Younge Fu-Gee-La des Fugees | 5:11  |
| 8. | Underground Kings (featuring Schoolboy Q et Killer Mike) | Thunderstrike d'Adrian Younge | 4:14  |
| 9. | Microphone Preem (featuring Slaughterhouse)              | Two Hearts Combine d'Adrian Younge et Venice Dawn What's Up Star de Suga Microphone Fiend d'Eric B. & Rakim | 4:00  |

| 10. | Golden Era (featuring Joey Bada$$)        | 4:16 |
| 11. | Wishin' II (featuring Black Thought)      | 5:48 |
| 12. | Highs and Lows (featuring DOOM et Phonte) | 4:37 |
| 13. | Mode II (featuring Logic)                 | 7:07 |